# Phyllonorycter rebimbasi
Phyllonorycter rebimbasi är en fjärilsart som först beskrevs av Mendes 1910.  Phyllonorycter rebimbasi ingår i släktet guldmalar, och familjen styltmalar.
Artens utbredningsområde är:
- Frankrike.
- Portugal.
- Spanien.

Inga underarter finns listade i Catalogue of Life.